# Jezero Bajersko
Jezero Bajersko är en sjö i Kroatien.   Den ligger i länet Gorski kotar, i den centrala delen av landet, 110 km sydväst om huvudstaden Zagreb. Jezero Bajersko ligger 719 meter över havet. Arean är 0,28 kvadratkilometer. I omgivningarna runt Jezero Bajersko växer i huvudsak blandskog. Den sträcker sig 1,1 kilometer i nord-sydlig riktning, och 0,5 kilometer i öst-västlig riktning.
Följande samhällen ligger vid Jezero Bajersko:
- Fužine (818 invånare)